# Костенко, Тимофей Александрович
Тимофей Александрович Костенко (8 февраля 2002, Краснодар) — российский футболист, полузащитник клуба «Барс».

## Биография
Воспитанник академии «Краснодара». Выступал за молодежные составы «Сочи» и «Тамбова», а затем играл за любительские коллективы из Краснодарского края. Летом 2024 года пополнил состав белгородского «Салюта» из дивизиона «Б» второй лиги. Однако зимой полузащитник уже покинул клуб, проведя за него всего три игры (две из которых были в Кубке России).
Зимой 2025 года Костенко перешел в команду киргизской Премьер-Лиги «Барс» (Каракол). Дебютировал в местной элите хавбек 10 марта 2025 года в матче против «Азиягола» (1:1), выйдя на замену на 76-й минуте вместо Григория Миносяна.